# 応力-強度解析

(上) 応力 S (赤)と強度 R (青) の確率密度。(下) ゼロマージンの等式 (m = R - S = 0、黒) の確率密度。

応力Sと強度Rの分布。すべての (R, S) の状況 (situations) には確率密度 (灰色の陰影で描かれた面) がある。マージンm = R - Sが正である領域は、システムが信頼できる状況の集合である (R > S)。

応力-強度解析（おうりょく-きょうどかいせき、英: stress–strength analysis）とは、材料の強度と材料にかかる応力との干渉を分析する手法である。ここでの「材料」とは必ずしも原材料や部品を意味するものでなく、システム全体を指すこともある。応力-強度解析は信頼性工学で使用されるツールである。

## 応力と強度の干渉
通常の動作条件で負荷を受ける部品は自然にばらついた応力を受ける。部品の強度もさまざまな理由でばらつきが生じる。この分析法では応力と強度を確率的な分布で表される確率変数として扱う。2つの分布が交差する干渉領域で部品の故障が発生する。この交差は応力-強度干渉（英: stress-strength interference）とも呼ばれる。応力分布から選択された応力値が強度分布から選択された強度値を超えると故障が起こる。
数学的には故障は「応力 > 強度」の状態として定義される。適切に評価された場合、干渉領域は故障確率 {\displaystyle P(}応力 > 強度{\displaystyle )} を表す。理論的には干渉領域が小さいほどその部品の信頼性は高いことになる。信頼性を高めるには応力と強度の平均値の差を大きくするか分布の幅を小さくする必要がある。

## 信頼性の計算
応力と強度の分布がともに正規分布である場合、部品の信頼性は次の公式で計算することができる。
{\displaystyle R=1-P(Z)}
ここで、
- {\displaystyle Z={\frac {|\mu _{y}-\mu _{x}|}{\sqrt {s_{x}^{2}+s_{y}^{2}}}}}
- {\displaystyle \mu _{x}} と {\displaystyle \sigma _{x}} は応力の平均と標準偏差、
- {\displaystyle \mu _{y}} と {\displaystyle \sigma _{y}} は強度の平均と標準偏差、
- {\displaystyle P(Z)} は標準正規変量（Z表（英語版）から得られる）である。

応力分布または強度分布のいずれかが正規分布でない場合は積分を行うか、またはモンテカルロ法を使用して無作為に選択した標本を比較して推定することもできる。

## 参照項目
- 一次信頼性手法（英語版）